# Horst Stäbler
Horst Stäbler (* 14. März 1965 in Aichtal-Neuenhaus) ist ein deutscher Automobilrennfahrer.

## Karriere
Stäbler begann seine Motorsportkarriere 1992 im GT-Breitensport der VLN Langstreckenmeisterschaft Nürburgring. 1993 war er in dieser Serie Top10 Newcomer of the Year. 1993 nahm er erstmals am 24-Stunden-Rennen auf dem Nürburgring teil. Stäbler startete in seiner Karriere insgesamt fünfmal bei dieser Veranstaltung.
Ende 1994 nahm Stäbler am Porsche-Europa-Meisterschafts-Finallauf, Euro-Trophy, teil und beendete das Rennen als Gesamt-Zweiter. 
1995 wechselte Stäbler in den Porsche-RS-Carrera-Cup und die Porsche Euro-Trophy. Den Porsche-RS-Carrera-Cup beendete er als Vize-Meister und der Porsche Euro-Trophy wurde er mit fünf Siegen Champion.
1996 ging Stäbler mit deutschen Porsche Carrera Cup an den Start und beendete seine Debütsaison mit einer Podest-Platzierung in Helsinki auf dem neunten Gesamtrang. Außerdem war er im Clubrennsport aktiv und nahm als Gaststarter an einem Rennen der Global GT Championship teil. 
1997 blieb Stäbler im deutschen Porsche Carrera Cup. Im Vergleich zum Vorjahr gelang ihm keine Gesamtplatzierung unter den ersten zehn Piloten.
1998 wechselte er in die Deutsche Tourenwagen Challenge. Für Lauderbach Motorsport wurde er 28. in der Fahrerwertung. Neun Ausfälle in 16 Rennen waren Ursache für sein unglückliches Abschneiden in dieser Saison.
Seit 1999 fährt Stäbler wieder Porsche, in die erstmals ins Leben berufene Deutsche Meisterschaft den DMSB Super-Sprint Cup und gewinnt diesen. Parallel fuhr er die Porsche Euro Trophy, die er auch gewann. Das war bis dato Stäbler's erfolgreichstes Jahr mit dem Deutschen- und dem Europa-Meisterschafts-Titel.
2007 gründete Stäbler zudem sein eigenes Rennteam, Stäbler Rennsport, das ebenfalls im Breitenrennsport aktiv ist. 2008 wurde er GT-Vizemeister bei den AvD 100 Meilen. 2009 wurde Stäbler 3. am Eurospeedway in Lausitz.

## Karrierestationen
- 1993–1996: Clubrennsport
- 1996: Deutscher Porsche Carrera Cup (Platz 9)
- 1997: Deutscher Porsche Carrera Cup
- 1998: Deutsche Tourenwagen Challenge (Platz 28)
- seit 1999: Clubrennsport
- 2008: AvD 100 Meilen, GT (Platz 2)